# Institut d'administration des entreprises de Lille

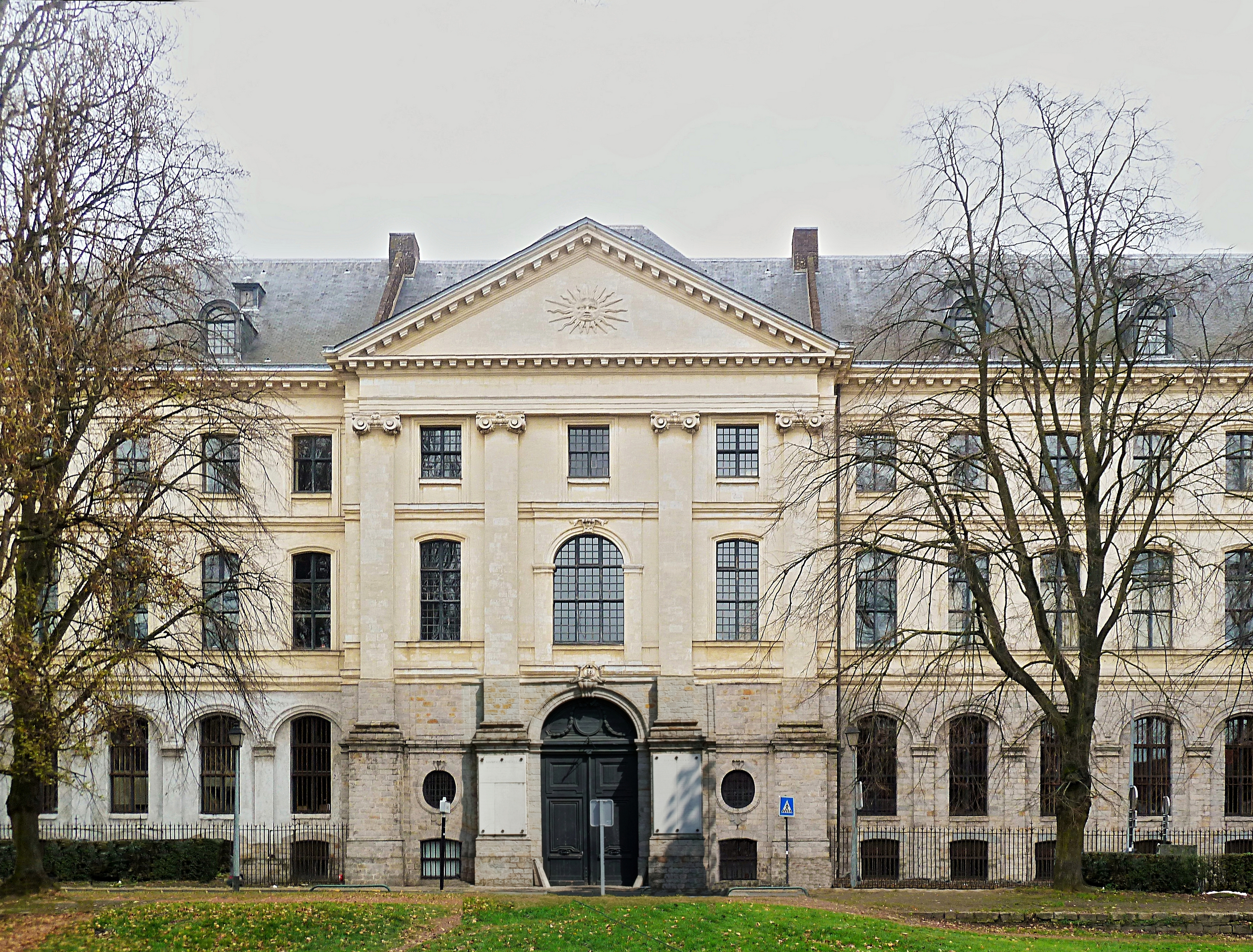
La façade de l'IAE Lille.

L’IAE Lille est une école universitaire de management, composante de l'Université de Lille, spécialisée en gestion, management et marketing. 
Créé en 1956, l'IAE Lille accueille plus de 4 300 étudiants et recense plus de 50 000 diplômés depuis sa création.
Situé dans le quartier du Vieux-Lille, il propose des formations dans de nombreux domaines du management, conformes au dispositif européen LMD : licences, masters et doctorats. 
L'IAE Lille est également membre d'IAE France, le réseau des IAE, premier réseau français de formation au management (400 000 diplômés, 1 000 formations, 38 écoles).
En 2020 un rassemblement avec la faculté FFBC-IMMD est acté pour ainsi former l'« IAE Lille University School of Management », désormais étalé sur plusieurs campus. Aujourd'hui, IAE Lille est donc dispersée sur trois sites : le site Vieux-Lille, le site Roubaix et le site Moulins. 

## Historique
L'institut a été créé en 1956 à l'initiative de Gaston Berger et s'est d'abord appelé « Institut de Préparation aux Affaires » (IPA), placé sous le contrôle de la Faculté de droit et de sciences économiques.
La scission avec la faculté eut lieu en 1972 au moment de la création de l'université des sciences et techniques de Lille Flandres Artois auquel l'institut devient une composante. L'IPA a changé sa dénomination pour Institut d'administration des entreprises (IAE) lors de la modification des statuts de l'université en décembre 1985.
En 2014, les Instituts d'Administration des Entreprises (IAE) sont rebaptisés Écoles universitaires de management. L'appellation « Institut des Administrations des Entreprises de Lille » devient alors « IAE Lille ». 
En 2020, à la suite de la fusion avec la composante FFBC-IMMD, IAE Lille devient IAE Lille University School of Management. À la suite de cette fusion, Pascal Grandin, professeur des universités, est élu directeur de cette nouvelle école. 

## Formation en management
Les formations proposées par l'IAE Lille débouchent sur des diplômes généralistes ou spécialisés dans les domaines de la gestion, du management, du marketing et de la communication. L'IAE Lille propose également des cycles de formation en alternance et développe l'enseignement à distance, notamment l'apprentissage en ligne. L'ensemble des formations de l'IAE prévoit un stage par an (parfois deux) dans son programme. Les stages à l'étranger sont encouragés. Les séjours à l'étranger, grâce entre autres au dispositif Erasmus, sont également encouragés par l'IAE Lille.
L'IAE Lille est certifié Qualicert, label décerné par un organisme indépendant, la société SGS, leader mondial du contrôle et de la certification.

### Recherche
L'IAE Lille participe à la recherche en management. Les cent chercheurs de l'IAE Lille appartiennent à un laboratoire du CNRS (UMR 9221), le LEM (Lille économie Management) selon 5 grandes orientations thématiques :
- monnaie, finance, banque ;
- stratégie et management des organisations ;
- marketing et système d'information ;
- économie et management de la santé ;
- mesure de la productivité et de l'efficacité.

## Campus Vieux-Lille
En 1996, l'IAE Lille s'est installé au sein des locaux de l'ancien hospice général de Lille, construit au XVIIIe siècle, et n'a cessé de s'agrandir. 
En février 2007 a débuté un chantier d'un montant de 7 millions d'euros, pour rénover les 3 500 m2 de surface supplémentaires de la seconde aile du bâtiment. Cette aile entièrement rénovée a été inaugurée en septembre 2009. 
Actuellement, deux ailes du bâtiments sont donc occupées par l'IAE Lille et les deux autres ailes attendent d'être restaurées. 
En janvier 2017, 620 000 € ont été débloqués par la ville de Lille pour la rénovation des toitures et charpentes des ailes inoccupées du bâtiment. 

## Personnalités liées à l'établissement

### Diplômés célèbres
- Marc-Philippe Daubresse (CAAE 1976), ministre délégué au Logement et à la Ville entre 2004 et 2005 et sénateur depuis 2017
- Sébastien Huyghe (CAAE 1993), député et membre de la Commission nationale de l'informatique et des libertés (CNIL)
- Frédéric Leturque, maire d'Arras depuis 2011
- Rachel Legrain-Trapani, Miss France 2007
- Rio Mavuba (licence Marketing-Vente 2004), footballeur international français
- Céline Caron-Dagioni (DESS en commerce international), Ministre des Travaux publics, de l'Environnement et de l'Urbanisme de Monaco depuis 2021

### Association des diplômés
Association Diplômés IAE Lille regroupe les diplômés de toutes les formations de l'IAE Lille depuis sa création (environ 25 000 diplômés).
Aide aux diplômés et aux étudiant mais également publication de l'annuaire des diplômés, l'association est développée depuis début 2014.